# آيت بوريدو (آيت تنماست)
آيت بوريدو هو دُوَّار يقع بجماعة آيت إسحاق، إقليم خنيفرة، جهة بني ملال خنيفرة في المملكة المغربية. ينتمي الدوّار لمشيخة آيت تنماست التي تضم 5 دواوير. يقدر عدد سكانه بـ 473 نسمة حسب الإحصاء الرسمي للسكان والسكنى لسنة 2004.

## وصلات خارجية
- البوابة الوطنية للجماعات الترابية
- المندوبية السامية للتخطيط